# Mark de Vries
Mark de Vries (ur. 24 sierpnia 1975 roku w Paramaribo, Surinam) – holenderski piłkarz surinamskiego pochodzenia. Mierzy 191 cm wzrostu. Występuje na pozycji napastnika. Obecnie zawodnik SC Cambuur.
Profesjonalną piłkarską karierę De Vries rozpoczął w roku 1994, w klubie FC Volendam. Grał tam do 1998 roku, wystąpił w 28 spotkaniach, strzelił jedną bramkę. W sezonie 1998/1999 był zawodnikiem Chamois Niortais FC. Strzelił dla tego klubu 2 gole w 11 spotkaniach.
Od 2000 do 2002 grał w FC Dordrecht, gdzie wystąpił 72 razy, 27-krotnie umieszczając piłkę w siatce rywali. Od 2002 do 2005 był zawodnikiem klubu występującego w Scottish Premier League, Heart of Midlothian. Wystąpił w 72 meczach, strzelając 29 goli. Od 2005 zawodnik Leicester City, skąd był wypożyczany do SC Heerenveen, ADO Den Haag i do Leeds United. Następnie gracz Dundee United, a od 28 sierpnia 2008 SC Cambuur.